# Sporobolus acuminatus
Sporobolus acuminatus là một loài thực vật có hoa trong họ Hòa thảo. Loài này được (Trin.) Hack. miêu tả khoa học đầu tiên năm 1909.